# Franz von Gazen genannt Gaza
Franz Albert Hermann von Gazen genannt Gaza, bis 1895 von Gaza (* 21. September 1832 in Neuruppin; † 14. Dezember 1906 in Marburg) war ein preußischer Generalmajor.

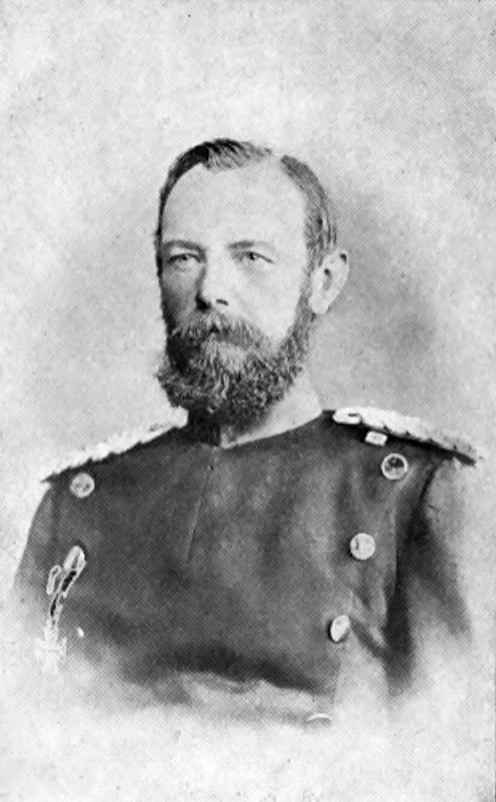
Franz von Gaza

## Leben

### Herkunft
Franz war ein Sohn des preußischen Majors Wilhelm von Gaza (1790–1847) und dessen Ehefrau Susanna, geborene Ageron (1844–1874).

### Militärkarriere
Nach dem Besuch der Kadettenhäuser in Potsdam und Berlin wurde Gaza am 28. April 1849 als charakterisierter Portepeefähnrich dem 26. Infanterie-Regiment der Preußischen Armee überwiesen. Im selben Jahr nahm er während der Niederschlagung der Badischen Revolution an den Gefechten bei Carlsdorf, Ubstadt, Durlach und Freiolsheim teil. Er avancierte bis Mitte Dezember 1850 zum Sekondeleutnant und wurde Mitte Juli 1852 in das 4. Jäger-Bataillon versetzt. Ab Mitte August 1854 war Gaza als Lehrer an die Divisionsschule in Erfurt und 1856/59 als Erzieher an die Kadettenhäuser in Wahlstatt und Berlin kommandiert. Bis Mitte August 1859 stieg Gaza zum Hauptmann auf und wurde mit der Ernennung zum Kompaniechef am 12. November 1861 in das Rheinische Jäger-Bataillon Nr. 8 versetzt. In dieser Eigenschaft nahm er 1866 während des Krieges gegen Österreich an den Kämpfen bei Hühnerwasser, Münchengrätz sowie Königgrätz teil und erhielt den Roten Adlerorden IV. Klasse mit Schwertern.
Nach dem Krieg wurde er am 30. Oktober 1866 in das Jäger-Bataillon Nr. 11 versetzt und wirkte im Jahr darauf auch als Mitglied der Kommission zur Festlegung eines Reglements für die Jäger und Schützen. Bei der Mobilmachung anlässlich des Krieges gegen Frankreich wurde Gaza am 20. Juli 1870 als aggregierter Major in das Großherzoglich Mecklenburgische Jäger-Bataillon Nr. 14 versetzt und für die Dauer des mobilen Verhältnisses zum Kommandeur des Bataillons ernannt. Er nahm an den Belagerungen von Toul und Paris sowie den Kämpfen bei Dreux, la Madeleine, Bouvet, Belleme, Meung, 
Orleans, Beaugency und Le Mans teil.
Ausgezeichnet mit dem Eisernen Kreuz sowie dem Mecklenburgischen Militärverdienstkreuz II. Klasse wurde Gaza nach dem Vorfrieden von Versailles am 29. März 1871 als Kommandeur des II. Bataillons in das Grenadier-Regiment „Prinz Carl von Preußen“ (2. Brandenburgisches) Nr. 12 nach Crossen versetzt und Anfang Juli 1875 zum Oberstleutnant befördert. Unter Stellung à la suite beauftragte man ihn am 23. Januar 1879 mit der Führung des 4. Magdeburgischen Infanterie-Regiments Nr. 67 in Braunschweig. Am 12. April 1879 folgte seine Ernennung zum Regimentskommandeur sowie am 11. Juni 1879 die Beförderung zum Oberst. Als solcher erhielt er 1881 den Roten Adlerorden III. Klasse mit Schleife und Schwertern am Ringe sowie das Kommandeurkreuz II. Klasse des Ordens Heinrichs des Löwen mit Schwertern. In Genehmigung seines Abschiedsgesuches wurde Gaza am 12. Januar 1884 mit dem Charakter als Generalmajor und mit Pension zur Disposition gestellt. Er starb am 14. Dezember 1906 in Marburg.

### Familie
Gaza heiratete am 11. Februar 1868 in Marburg Mathilde von Baumbach (1850–1878). Das Paar hatte mehrere Kinder:
- Wilhelmine (1869–1876)
- Sophie (1872–1903) ⚭ 1896 Walter Friedrich Schüler, preußischer Hauptmann a. D.
- Wilhelm (* 1875), preußischer Oberstleutnant ⚭ 1904 Elsa Westendarp (* 1880)
- Fritz (* 1877), Oberstleutnant ⚭ 1906 (Scheidung 1912) Ella Schulten (* 1885)
- Franz (1878–1879)

Nach dem Tod seiner ersten Frau heiratete er am 12. August 1882 in Braunschweig Johanna Bendler (1854–1883). Das Paar hatte einen Sohn:
- Ignaz (* 1883), preußischer Leutnant